# Дехишох
Дехишох (Дейишо; тадж. Деҳишоҳ) — село (тадж. деҳа) в Нурабадском районе Республики Таджикистан. Административно относится к сельской общине Мехробод.
Расстояние от села до центра района (пгт Дарбанд) — 25 км, до центра общины (село Мехробод) — 7 км.
Население — 158 человек (2017 г.), таджики.